# Campeonato Mundial en Parejas de AAA
Il Campeonato Mundial en Parejas de AAA (in lingua inglese AAA World Tag Team Championship) è un titolo utilizzato dalla Lucha Libre AAA Worldwide e corrisponde al massimo titolo della federazione messicana. 

Il titolo è riservato alla divisione tag team, è attivo dal 1993 ed è uno dei più importanti all'interno dell'intero panorama della Lucha Libre messicana.

## Storia
Nel 1993 l'AAA creò la sua prima versione del titolo, nota come Campeonato Mundial en Parejas de AAA/IWC (IWC corrispondeva alla federazione International Wrestling Council) utilizzando una vecchia cintura dell'NWA Pacific Northwest Tag Team Championship.
Questa versione fu abbandonata nel 1994 dopo la morte di Art Barr.

Nel 2007 fu creato un nuovo titolo e con il quale nel dicembre del 2008 venne anche sostituito il Mexican National Tag Team Championship (titolo già in uso presso la AAA) che era controllato dalla Comisión de Box y Lucha Libre Mexico D.F. (Commissione di Boxe e Wrestling di Città del Messico).

## Albo d'oro
| Lottatore                                                 | Regni          | Data              | Luogo                 | Note |
| --------------------------------------------------------- | -------------- | ----------------- | --------------------- | --- |
| Campeonato Mundial en Parejas de AAA/IWC                  |                |                   |                       | |
| Hijo del Santo e Octagón                                  | 1              | 5 novembre 1993   | Tonalá, Messico       | Sconfissero Los Gringos Locos (Art Barr e Eddie Guerrero) diventando il primo campione.                                                                 |
| Los Gringos Locos (Art Barr e Eddie Guerrero)             | 1              | 23 luglio 1994    | Chicago Illinois      | |
| Vacante                                                   |                | 23 novembre 1994  |                       | Reso vacante dopo la morte di Barr. |
| Nuovo Campeonato Mundial en Parejas de AAA                |                |                   |                       | |
| The Black Family (Dark Cuervo e Dark Ozz)                 | 1              | 18 marzo 2007     | Naucalpan             | Sconfissero i team di Crazy Boy e [Joe Lider, Alan Stone, Zumbido, Pegasso, Super Fly nel torneo inaugurale.                                            |
| Mexican Powers (Crazy Boy e Joe Líder)                    | 1              | 15 luglio 2007    | Naucalpan             | |
| La Familia de Tijuana (Halloween e Extreme Tiger)         | 1              | 27 aprile 2008    | Jalisco               | |
| La Hermandad 187 ([Joe Líder (2) e Nicho el Millonario)   | 1              | 14 settembre 2008 | Zapopan               | Sconfissero La Familia de Tijuana, i Mexican Powers e The Hart Foundation 2.0 in un four-way ladder match.                                              |
| La Legión Extranjera (Taiji Ishimori e Takeshi Morishima) | 1              | 19 marzo 2010     | Città del Messico     | |
| Atsushi Aoki e Go Shiozaki                                | 1              | 23 maggio 2010    | Niigata, Giappone     | |
| Los Maniacos (Silver King e Último Gladiador)             | 1              | 6 giugno 2010     | Città del Messico     | |
| Extreme Tiger (2) e Jack Evans                            | 1              | 21 marzo 2011     | León                  | |
| La Legión Extranjera (Abyss and Chessman)                 | 1              | 9 ottobre 2001    | Monterrey             | In un Tables, Ladders and Chairs match. |
| Joe Líder (3) e Vampiro                                   | 1              | 7 ottobre 2010    | San Luis Potosí       | |
| Vacante                                                   | 22 maggio 2013 |                   |                       | |
| Mexican Powers (Crazy Boy (2) e Joe Líder (4))            | 2              | 16 giugno 2013    | Città del Messico     | Sconfissero Angélico e Jack Evans, Drago e Fénix, Los Mamitos (Mr. E e Sexy B) e Los Perros del Mal (Daga e Psicosis) in un five-way elimination match. |
| Los Güeros del Cielo (Angélico e Jack Evans (2))          | 1              | 18 ottobre 2013   | Puebla                | Sconfissero Mexican Powers, (Aero Star e Drago), La Secta (Dark Escoria e Dark Espíritu) in un four-way match.                                          |
| Los Perros del Mal (Joe Líder (5) e Pentagón Jr.)         | 1              | 7 dicembre 2014   | Zapopan               | In un three-way match che coinvolse anche Fénix e Myzteziz.                                                                                             |
| Los Güeros del Cielo (Angélico (2) e Jack Evans (3))      | 2              | 4 ottobre 2015    | San Luis Potosí       | Sconfissero Los Perros del Mal e Daga e Steve Pain in un three-way match.                                                                               |
| Vacante                                                   |                | 22 gennaio 2016   | Zapopan               | Reso vacante per infortunio ad una gamba di Angélico.                                                                                                   |
| Los Hell Brothers (Averno e Chessman (2))                 | 1              | 22 gennaio 2016   | Zapopan               | Sconfissero Aero Star e Fénix, Máscara Año 2000 Jr. e Villano IV in un three-way elimination match.                                                     |
| Los Güeros del Cielo (Angélico (3) e Jack Evans (4))      | 3              | 17 luglio 2016    | Oaxaca                | In un three-way match che coinvolse anche Los Psycho Circus (Monster Clown e Murder Clown).                                                             |
| Aero Star e Drago                                         | 1              | 28 agosto 2016    | Città del Messico     | In un four-way match che coinvolse anche Paul London e Matt Cross, Hijo del Fantasma e Garza Jr.                                                        |
| Dark Family (Cuervo (2) e Scoria)                         | 1              | 31 marzo 2017     | Ciudad Nezahualcóyotl | |
| El Mesías e Pagano                                        | 1              | 26 marzo 2017     | Città del Messico     | |
| Cuervo (3) e Scoria (2))                                  | 2              | 4 giugno 2017     | Ciudad Juárez         | |
| Totalmente Traidores (Monster Clown & Murder Clown)       | 1              | 26 agosto 2017    | Città del Messico     | |
| Dark Family (Cuervo (4) e Scoria (3))                     | 3              | 16 dicembre 2017  | Città del Messico     | In un three-way match che coinvolse anche Totalmente Traidore y Los Vipers.                                                                             |
| Los Mercenarios (El Texano Jr. e Rey Escorpión)           | 1              | 25 marzo 2018     | Monterrey, Nuevo León | |
| Lucha Brothers (Fénix e Pentagón Jr. (2))                 | 1              | 16 marzo 2019     | Puebla, Puebla        | |
| The Young Bucks (Matt Jackson e Nick Jackson)             | 1              | 16 marzo 2019     | Puebla, Puebla        | |
| Lucha Brothers (Fénix (2) e Pentagón Jr. (3))             | 2              | 16 giugno 2019    | Mérida, Yucatán       | |
| FTR (Cash Wheeler e Dax Harwood)                          | 1              | 16 ottobre 2021   | Miami, Florida        | Sconfissero i Lucha Brothers, in AEW durante Saturday Night Dynamite. vennero presentati come sfidanti misteriosi sotto il nome "Las Super Ranas".      |